# Arondismentul Vire
Arondismentul Vire (în franceză Arrondissement de Vire) este un arondisment din departamentul Calvados, regiunea Basse-Normandie, Franța.

## Subdiviziuni

### Cantoane
- Cantonul Aunay-sur-Odon
- Cantonul Le Bény-Bocage
- Cantonul Condé-sur-Noireau
- Cantonul Saint-Sever-Calvados
- Cantonul Vassy
- Cantonul Vire

### Comune
| 1. Aunay-sur-Odon (14027)            | 2. Bauquay (14056)                    | 3. Beaulieu (14052)                 | 4. Beaumesnil (14054)                                    |
| 5. Bernières-le-Patry (14065)        | 6. La Bigne (14073)                   | 7. Brémoy (14096)                   | 8. Burcy (14113)                                         |
| 9. Bures-les-Monts (14115)           | 10. Le Bény-Bocage (14061)            | 11. Cahagnes (14120)                | 12. Campagnolles (14127)                                 |
| 13. Campeaux (14129)                 | 14. Carville (14139)                  | 15. Champ-du-Boult (14151)          | 16. La Chapelle-Engerbold (14152)                        |
| 17. Chênedollé (14156)               | 18. Condé-sur-Noireau (14174)         | 19. Coulonces (14187)               | 20. Coulvain (14188)                                     |
| 21. Courson (14192)                  | 22. Dampierre (14217)                 | 23. Danvou-la-Ferrière (14219)      | 24. Le Désert (14222)                                    |
| 25. Estry (14253)                    | 26. La Ferrière-Harang (14264)        | 27. Fontenermont (14279)            | 28. Le Gast (14296)                                      |
| 29. La Graverie (14317)              | 30. Jurques (14347)                   | 31. Landelles-et-Coupigny (14352)   | 32. Lassy (14357)                                        |
| 33. Les Loges (14374)                | 34. Lénault (14361)                   | 35. Maisoncelles-la-Jourdan (14388) | 36. Malloué (14395)                                      |
| 37. Le Mesnil-Auzouf (14413)         | 38. Le Mesnil-Benoist (14415)         | 39. Le Mesnil-Caussois (14416)      | 40. Mesnil-Clinchamps (14417)                            |
| 41. Le Mesnil-Robert (14424)         | 42. Mont-Bertrand (14441)             | 43. Montamy (14440)                 | 44. Montchamp (14442)                                    |
| 45. Montchauvet (14443)              | 46. Ondefontaine (14477)              | 47. Pierres (14503)                 | 48. Le Plessis-Grimoult (14508)                          |
| 49. Pont-Bellanger (14511)           | 50. Pont-Farcy (14513)                | 51. Pontécoulant (14512)            | 52. Presles (14521)                                      |
| 53. Proussy (14523)                  | 54. Périgny (14496)                   | 55. Le Reculey (14532)              | 56. La Rocque (14539)                                    |
| 57. Roucamps (14544)                 | 58. Roullours (14545)                 | 59. Rully (14549)                   | 60. Saint-Aubin-des-Bois (14559)                         |
| 61. Saint-Charles-de-Percy (14564)   | 62. Saint-Denis-Maisoncelles (14573)  | 63. Saint-Georges-d'Aunay (14579)   | 64. Saint-Germain-de-Tallevende-la-Lande-Vaumont (14584) |
| 65. Saint-Germain-du-Crioult (14585) | 66. Saint-Jean-des-Essartiers (14596) | 67. Saint-Jean-le-Blanc (14597)     | 68. Saint-Manvieu-Bocage (14611)                         |
| 69. Saint-Martin-Don (14632)         | 70. Saint-Martin-des-Besaces (14629)  | 71. Saint-Ouen-des-Besaces (14636)  | 72. Saint-Pierre-Tarentaine (14655)                      |
| 73. Saint-Pierre-du-Fresne (14650)   | 74. Saint-Pierre-la-Vieille (14653)   | 75. Saint-Sever-Calvados (14658)    | 76. Saint-Vigor-des-Mézerets (14662)                     |
| 77. Sainte-Marie-Laumont (14618)     | 78. Sainte-Marie-Outre-l'Eau (14619)  | 79. Sept-Frères (14671)             | 80. Le Theil-Bocage (14686)                              |
| 81. Le Tourneur (14704)              | 82. Truttemer-le-Grand (14717)        | 83. Truttemer-le-Petit (14718)      | 84. Vassy (14726)                                        |
| 85. Vaudry (14730)                   | 86. Viessoix (14746)                  | 87. Vire (14762)                    | 88. Étouvy (14255)                                       |